# 15632 Мегі-Зауер
15632 Мегі-Зауер (15632 Magee-Sauer) — астероїд головного поясу, відкритий 26 квітня 2000 року.
Тіссеранів параметр щодо Юпітера — 3,596.